# Дензлер, Синтия
Синтия Дженнифер Дензлер (англ. Cynthia Jennifer Denzler; род. 12 мая 1983 года, Санта-Ана, США) — колумбийская горнолыжница американо-швейцарского происхождения, участница зимних Олимпийских игр 2010 в Ванкувере, первая в истории представительница Колумбии на зимних олимпиадах.

## Биография
Синтия Дензлер родилась 12 мая 1983 года в Санта-Ане, Калифорния. Её родители — швейцарцы, благодаря чему она имеет американское и швейцарское гражданство. В 2007 году отец Синтии, Ханспетер, открыл бизнес в Колумбии, в результате чего вся семья переехала в эту страну и подала заявление на получение колумбийского гражданства.
Спортсменка проживает в Перейре, в колумбийском департаменте Рисаральда. Владеет английским, французским, испанским и немецким языками.

### Спортивная карьера
В 2007 году после получения Дензлер колумбийского гражданства Олимпийский комитет Колумбии разрешил ей представлять страну на международных соревнованиях, прежде всего, в контексте Олимпийских игр в Ванкувере. Дензлер была квалифицирована для участия в Играх, выполнив критерий выступления на чемпионате мира в предолимпийском сезоне (она стартовала в Валь-д’Изере в слаломе и гигантском слаломе, но не была классифицирована — в обоих случаях она не финишировала) и набрав необходимое количество очков в квалификационном периоде. Благодаря этому она выступила на Олимпийских играх в слаломе и гигантском слаломе.
Во время Олимпийских игр 2010 года она заняла 51-е место в слаломе и не была классифицирована в гигантском слаломе — во время первого заезда она пропустила одни ворота на трассе.
Выступление Дензлер в Ванкувере было первым стартом Колумбии на зимних Олимпийских играх.
В 2011 году она приняла участие в двух дисциплинах зимней Универсиады в Эрзуруме: в гигантском слаломе она не вышла на старт второго заезда, а в слаломе не финишировала.